# Andrej Ročilov
Andrej Ročilov (in russo Андрей Рочилов?; traslitterazione anglosassone Andrey Rochilov; ...) è un ex slittinista sovietico.
Dopo la dissoluzione dell'Unione Sovietica (1991) acquisì la cittadinanza russa.

## Biografia
Gareggiò per la nazionale sovietica esclusivamente nel singolo.
Prese parte ad una edizione dei campionati mondiali, aggiudicandosi la medaglia di bronzo nella gara a squadre e giungendo ventesimo nella prova individuale a Calgary 1990.

## Palmarès

### Mondiali
- 1 medaglia:
  - 1 bronzo (gara a squadre a Calgary 1990).